# Beatriz Mendoza
Beatriz Mendoza Rivero (Las Palmas, 18 november 1975) is een Spaans voormalig atlete. Zij heeft tussen 1992 en 2000 zes medailles gewonnen, waarvan twee gouden, op de Paralympische Spelen.

## Paralympische medailles
| Evenement      | Resultaat | Onderdeel                    |
| -------------- | --------- | ---------------------------- |
| Barcelona 1992 | brons     | 100 meter B2, 200 meter B2   |
| Atlanta 1996   | goud      | 100 meter T11, 200 meter T11 |
| Sydney 2000    | zilver    | 200 meter T12                |
| Sydney 2000    | brons     | 100 meter T12                |